# Адамс, Тони
Э́нтони Алекса́ндр (То́ни) А́дамс (англ. Anthony Alexander (Tony) Adams; род. 10 октября 1966, Ромфорд, Большой Лондон) — английский футболист, центральный защитник, известный по выступлениям за «Арсенал» и сборную Англии, позднее тренер. Всю свою карьеру провёл в «Арсенале», считается одним из лучших игроков в истории клуба. Становился чемпионом Англии в трёх разных десятилетиях. В своё время считался одним из лучших центральных защитников Европы. Кавалер Ордена Британской империи.

## Клубная карьера
Адамс является выпускником академии «Арсенала». В 1980 году он подписал с «канонирами» школьный контракт. 5 ноября 1983 года он дебютировал в чемпионате Англии в матче против «Сандерленда». Уже через два года Адамс стал игроком основы, составив внушительный тандем с ветераном «Арсенала» Дэвидом О’Лири. В сезоне 1986/87 «Арсенал» добыл свой первый трофей эпохи Адамса, переиграв «Ливерпуль» в финале Кубка лиги.
1 января 1988 года в возрасте 21 года он получил капитанскую повязку от Кенни Сэнсома, став таким образом самым молодым капитаном в истории «Арсенала». Адамс расстался с ней только после завершения футбольной карьеры в 2002 году.
Позднее он стал ключевым звеном в знаменитой четвёрке защитников «Арсенала», состоявшей из Диксона, Боулда (его со временем заменил Киоун), Уинтерберна и Адамса. Защита «канониров» в те времена отличалась высокой дисциплинированностью, слаженностью действий, умелым использованием искусственного офсайда. Она стала базисом, благодаря которому «Арсенал» стал чемпионом страны в сезоне 1988/89 и 1990/91 (в этом сезоне «канониры» потерпел лишь одно поражение за весь чемпионат). Но в следующие несколько лет в чемпионате у «Арсенала» мало что получалось. Хотя защита играла на своём прежнем уровне, полузащита и нападение лондонцев не соответствовало чемпионскому уровню. Тем не менее «канониры» оставались грозной силой в кубковых соревнованиях. В сезоне 1992/93 Адамс привел команду к победе одновременно в Кубке лиги и Кубке Англии. Через год Тони добыл свой первый европейский трофей — Кубок кубков.
Появление в 1996 году Арсена Венгера никак не отразилось на составе обороны и статусе Адамса в команде, в то время как полузащита и нападение подверглись серьёзным изменениям. В результате «Арсенал» вновь стал одной из сильнейших команд страны. В сезоне 1997/98 и 2001/02 Адамс выигрывал «дубли». Чемпионство в 2002 году позволило Адамсу стать обладателем уникального достижения: он был капитаном команды, которая становилась чемпионом Англии в трёх десятилетиях.
В мае 2002 года Адамс провёл свой прощальный матч в футболке «Арсенала». Товарищеский матч с «Селтиком» закончился со счетом 1:1.
В 2004 году Адамс был включён в Зал славы английского футбола.

## Карьера в сборной
Адамс дебютировал за национальную сборную в 1987 году в матче против Испании. Он принял участие в Евро-88 и забил один из двух голов сборной Англии на этом турнире.
Однако затем в карьере Адамса за сборную начался сложный период. Бобби Робсон неожиданно не взял его на чемпионат мира 1990. Перед чемпионатом Европы 1992 он получил травму и вынужден был его пропустить. Но к этому времени он уже стал основным игроком сборной. После ухода Линекера Тони стал вице-капитаном команды. А в 1996 году Адамс фактически стал капитаном, так как Платт потерял место в основном составе. В этом году Англия дошла до полуфинала чемпионата Европы, уступив в нём Германии по пенальти.
После того, как наставником сборной стал Гленн Ходдл, ожидалось, что он назначит капитаном команды Адамса. Однако он принял решение назначить капитаном Алана Ширера, что вызвало негативную реакцию со стороны Адамса.
В 1998 году Адамс наконец сыграл на чемпионате мира. Англия вышла из группы, но проиграла в 1/8 финала сборной Аргентины по пенальти.
Последним международным турниром Адамса стал Евро-2000. Англия на нём предстала весьма блеклой сборной, Адамс провёл ряд невыразительных матчей, критики призывали его уйти из сборной. 24 августа Ширер объявил о завершении своей международной карьеры, и Адамс стал капитаном сборной. Однако в январе 2001 года уже и сам Адамс решил уйти из главной команды страны. Тони стал последним игроком сборной Англии, который забивал на старом «Уэмбли», это произошло 31 мая 2000 года в товарищеском матче против Украины. Всего Адамс сыграл на «Уэмбли» в шестидесяти матчах, что является рекордом.

## Тренерская карьера
После получения степени по спортивным наукам в Брунельском университете, в ноябре 2003 года Адамс стал тренером «Уиком Уондерерс». По результатам сезона 2003/04 его клуб занял последнее место в третьем по силе дивизионе (Втором дивизионе Футбольной лиги) и вылетел из него. В ноябре 2004 года Адамс решил уйти, объяснив это личными причинами.
В июне 2006 года Адамс получил должность ассистента главного тренера в «Портсмуте». После ухода Реднаппа в октябре 2008 года Тони стал главным тренером команды. Однако он проработал лишь до февраля 2009. Потеря ключевых игроков, нестабильная финансовая ситуация привели к тому, что «Портсмут» оказался внизу турнирной таблицы и над ним повисла угроза вылета из Премьер-лиги, поэтому руководство приняло решение отправить Адамса в отставку.
11 мая 2010 года Тони Адамс возглавил клуб «Габала» из Азербайджана, подписав контракт на три года. В ноябре 2011 года покинул команду по семейным обстоятельствам.
После 6-летнего перерыва в тренерской карьере, который Адамс заполнил работой спортивного директора в Китае, в апреле 2017-го он возглавил «Гранаду», занимавшую в чемпионате Испании 19-е место.

## Алкоголизм
Пристрастие к выпивке началось у Адамса ещё в 80-х годах. Он не был единственным игроком «Арсенала», у кого имелись подобные проблемы: на одном из матчей «Арсенала» на «Хайбери» даже был вывешен плакат «Drunk Guards» (Пьяная оборона) с изображением Адамса, Диксона, Киоуна и Боулда.
Однажды Тони Адамс упал пьяным на тротуар. В результате падения он получил сотрясение мозга и рваную рану на затылке. Чтобы её зашить, понадобилось 30 швов.
В 1991 году Адамс провёл за решёткой 4 месяца за вождение в нетрезвом виде. В 1996 он признал, что имеет серьёзные проблемы с выпивкой и является алкоголиком. Тогда он собирался завершить карьеру футболиста, однако его отговорили, убедив записаться на сеансы «анонимных алкоголиков». В итоге он сумел перебороть своё пристрастие. Не последнюю роль в этом сыграл Арсен Венгер, который внёс значительные коррективы в режимы тренировок и питание футболистов. Ведь одной из причин, по которым Адамс злоупотреблял алкоголем, было то, что он нередко был вынужден играть через боль с незалеченными травмами.
В мае 1998 года вышла его книга «Зависимость». В ней футболист рассказал о том, как в 20 лет он начал страдать алкоголизмом.
В сентябре 2000 года Адамс открыл реабилитационный центр для спортсменов с алкогольной, наркотической зависимостью и пристрастием к азартным играм. Центр был построен на деньги Адамса и нескольких анонимных спонсоров.

## Достижения и награды

### Командные
- Чемпион Англии (4): 1988/89, 1990/91, 1997/98, 2001/02
- Обладатель Кубка Англии (3): 1993, 1998, 2002
- Обладатель Кубка Футбольной лиги (2): 1987, 1993
- Обладатель Кубка обладателей кубков: 1993/94
- Обладатель Суперкубка Англии (3): 1991, 1998, 1999

### Личные
- Молодой игрок года по версии ПФА: 1987
- Включён в символическую сборную чемпионата Англии (3): 1994, 1996, 1997
- Обладатель награды АФЖ за заслуги перед футболом: 2003
- Включен в «Зал славы английского футбола» (2004)
- Член Ордена Британской империи
- Включён в Зал славы английской Премьер-лиги: 2023[6]